# Poromitra macrophthalma
Poromitra macrophthalma är en fiskart som först beskrevs av Gilchrist, 1903.  Poromitra macrophthalma ingår i släktet Poromitra och familjen Melamphaidae. Inga underarter finns listade i Catalogue of Life.